# Washfield
Washfield is een civil parish in het bestuurlijke gebied Mid Devon, in het Engelse graafschap Devon. In 2001 telde het civil parish 362 inwoners.